# Nhân học sinh học
Nhân học sinh học, còn được gọi là nhân học thể chất, là một môn khoa học liên quan đến các khía cạnh sinh học và hành vi của con người, tổ tiên hominin đã tuyệt chủng của chúng và các loài linh trưởng không liên quan đến con người, đặc biệt từ góc độ tiến hóa. Lĩnh vực nghiên cứu này của nhân học nghiên cứu một cách có hệ thống con người từ góc độ sinh học.

## Các phân nhánh
Là một lĩnh vực của nhân học, nhân học sinh học tự nó được chia thành nhiều nhánh. Tất cả các nhánh này được thống nhất trong định hướng chung và/hoặc ứng dụng lý thuyết tiến hóa để tìm hiểu sinh học và hành vi của con người.
- Nghiên cứu sinh học là nghiên cứu về các nền văn hóa của con người trong quá khứ thông qua việc kiểm tra hài cốt của con người được phục hồi trong bối cảnh khảo cổ học. Phần còn lại của con người được kiểm tra thường được giới hạn ở xương nhưng có thể bao gồm mô mềm được bảo quản. Các nhà nghiên cứu tại bioarchaeology kết hợp các bộ kỹ năng của osteology con người, paleopathology, và khảo cổ học, và thường xem xét bối cảnh văn hóa và nhà xác của phần còn lại.
- Sinh học tiến hóa là nghiên cứu về các quá trình tiến hóa tạo ra sự đa dạng của sự sống trên Trái đất, bắt đầu từ một tổ tiên chung duy nhất. Các quá trình này bao gồm chọn lọc tự nhiên, gốc chung, và sự biệt hóa.
- Tâm lý học tiến hóa là nghiên cứu về cấu trúc tâm lý từ quan điểm tiến hóa hiện đại. Nó tìm cách xác định những đặc điểm tâm lý của con người là sự thích nghi tiến hóa - đó là các sản phẩm chức năng của chọn lọc tự nhiên hoặc chọn lọc giới tính trong quá trình tiến hóa của con người.
- Nhân chủng học pháp y là ứng dụng của khoa học nhân học vật lý và xương khớp người trong một môi trường pháp lý, thường là trong các vụ án hình sự trong đó hài cốt của nạn nhân đang trong giai đoạn phân hủy tiên tiến.
- Sinh thái học hành vi của con người là nghiên cứu về sự thích nghi hành vi (tìm kiếm, sinh sản, sinh sản) từ các quan điểm tiến hóa và sinh thái (xem sinh thái học hành vi). Nó tập trung vào các phản ứng thích nghi của con người (sinh lý, phát triển, di truyền) đối với các căng thẳng môi trường.
- Sinh học của con người là một lĩnh vực liên ngành sinh học, nhân học sinh học, dinh dưỡng và y học, liên quan đến quan điểm quốc tế, dân số về sức khỏe, tiến hóa, giải phẫu, sinh lý học, sinh học phân tử, khoa học thần kinh và di truyền học.
- Paleoanthropology là nghiên cứu về bằng chứng hóa thạch cho sự tiến hóa của loài người, chủ yếu sử dụng hài cốt từ hominin đã tuyệt chủng và các loài linh trưởng khác để xác định sự thay đổi hình thái và hành vi trong dòng dõi của con người, cũng như môi trường mà quá trình tiến hóa của loài người xảy ra.
- Paleopathology là nghiên cứu về bệnh trong thời cổ đại. Nghiên cứu này không chỉ tập trung vào các điều kiện gây bệnh có thể quan sát được trong xương hoặc mô mềm ướp xác, mà còn về các rối loạn dinh dưỡng, sự thay đổi về tầm vóc hoặc hình thái của xương theo thời gian, bằng chứng về chấn thương vật lý hoặc bằng chứng về stress sinh học có nguồn gốc nghề nghiệp.
- Primatology là nghiên cứu về hành vi linh trưởng không phải của con người, hình thái và di truyền. Các nhà nguyên thủy sử dụng các phương pháp phát sinh gen để suy ra những đặc điểm con người chia sẻ với các loài linh trưởng khác và đó là sự thích nghi đặc thù của con người.